# Siegfried Laboschin

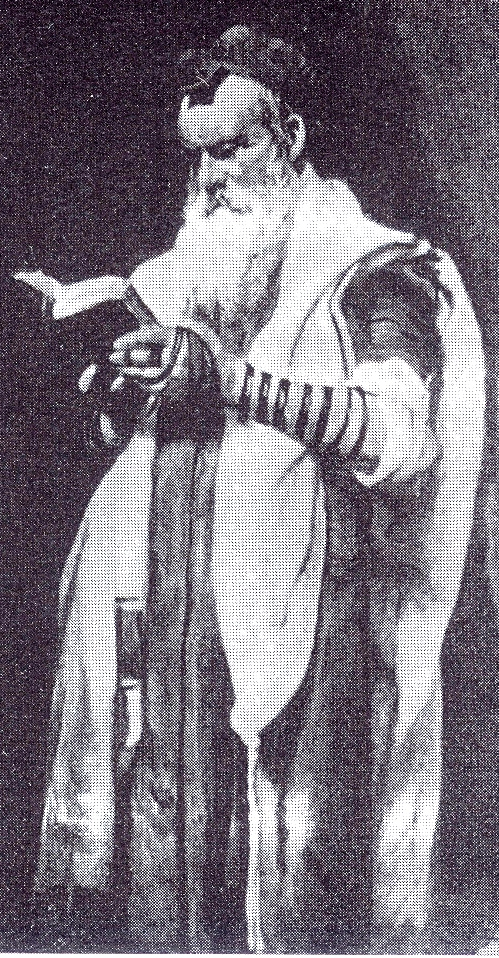
„Schachris“

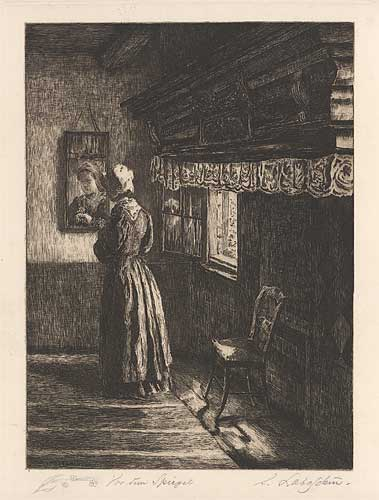
„Vor dem Spiegel“
(Radierung, o. J.)

Siegfried Laboschin (* 23. Mai 1868 in Gnesen; † 1929 in Breslau, Provinz Niederschlesien) war ein deutscher Maler und Grafiker sowie Kunstkritiker jüdischer Abstammung.

## Leben
Nach dem Besuch des Gymnasiums in Gnesen studierte Laboschin von 1887 bis 1889 an der Kunstakademie Berlin bei Anton Alexander von Werner, dann an der Königlichen Kunstakademie München bei Friedrich Fehr und Hugo von Habermann. Ab 1892 lebte er in Breslau und gründete dort eine eigene Schule.
Er ist bekannt durch seine Landschafts- und Architekturmalerei, aber auch als Porträtist und Designer von Exlibris. Laboschin betreute über 20 Jahre lang den Kunstteil der Breslauer Zeitung.